# Desespero
Desespero es uno de los Eternos, personajes ficticios que han sido introducidos por Neil Gaiman en sus historietas The Sandman, publicadas por Vertigo Cómics entre 1988 y 1995.

## Descripción
Desespero es la hermana melliza de Deseo, reina de su propio territorio hecho de espejos. Es la encarnación de la Desesperación y la angustia, lo que queda cuando el deseo pasa o no es alcanzado. Desespero se ve como una mujer muy gorda, desnuda, y con dientes afilados, de color blanco Su signo es un anzuelo, que suele clavarse en sí misma para dejar correr la sangre.
Se la describe como de piel fría y viscosa, y sus ojos son de color grisáceo y húmedo, con una voz tenue como un suspiro, y cuya sombra tiene un olor ácido como almizcle, como una serpiente, aunque ella misma no tiene olor.
A diferencia de la descripción dada en el cómic, Desesperación se ve en la primera temporada de la serie como una mujer con sobrepeso muy tímida pero atenta, esto la ha convertido en la confidente de su hermano Deseo, por otra parte, en la temporada 2, Desespero, personificada por la misma actriz que la temporada 1, logra verse mucho más elegante, bien vestida y ya no calla, sino que le revela a sus hermanos sus ideas y pensamientos y se evidencia que en los momentos que más la invade la angustia es cuando su propia familia se enfrasca en discusiones sin sentido. También demuestra que, sin incluir a Delirio, es la hermana que más se preocupa por el paradero de Destrucción.

## Personalidad
A lo largo de la serie, se la ve como un personaje cruel aunque melancólico, con una relación muy íntima con su gemela Deseo. No tiene un gran trato con Morfeo, aunque su llanto es el más emotivo de todos en "El Velatorio", asegurando que la muerte o la vida borrarán el recuerdo de su hermano en todos los demás, pero que ella nunca olvida. En "Estación de Nieblas" se dice que "Desespero habla poco y es paciente".
Es una de las que más extraña a Destrucción, aunque no intenta buscarlo cuando Delirio se lo pide en "Vidas Breves". En la historia se dice que sólo él ha besado jamás la mejilla de su hermana.

## Encarnaciones
La actual Desespero no es la primera encarnación en ocupar su puesto. Anteriormente, otra Desespero existió, que como se puede ver en Noches Eternas habría sido la causante de que Rao creara vida en Kryptón, un planeta intrínsecamente inestable, para hacerlo estallar finalmente y dejar un único superviviente, dando origen a Superman.
La anterior Desespero compartía muchas características con la actual, siendo especialmente destacable el que tuviera un entramado de caracteres rojos en su piel, y una personalidad más activa y menos melancólica. Esta encarnación finalmente murió por causas desconocidas, pero el responsable, que aparentemente tenía muchas razones para asesinarla, es torturado eternamente por los Eternos. La actual Desespero recuerda perfectamente los eventos, revelando que es la única que lo hace, pero sin mencionar todas la historia.

## Reino
El Reino de Desespero es un vacío blanco y humedo inundado hasta la altura de los tobillos lleno de espejos; cada uno de ellos apunta a un ser consiente en el universo, y a ella es a quien ven cuando se miran en ellos, aunque no son conscientes de ello. Su reino está habitado por ratas de todos los tamaños, que roen los espejos y muerden a Desespero.